# Agnes Hellström
Agnes Kristina Hellström, född 2 april 1979, är en svensk författare och journalist. Mellan 2016 och 2022 var hon ordförande i Svenska freds- och skiljedomsföreningen.

## Biografi
Hellström är uppväxt i Moçambique och Gimo.
Hellström debuterade 2009 på Forum bokförlag med den skönlitterära boken Ränderna går aldrig ur. Boken är delvis baserad på hennes egna erfarenheter som internatskoleelev vid Sigtunaskolan Humanistiska Läroverket. Hennes andra bok, Att vara utan att synas, utkom på samma förlag 2013 och är en reportagebok om Sveriges tre riksinternatskolor Lundsbergs skola, Grennaskolan och Sigtunaskolan Humanistiska Läroverket. Utgivningen sammanföll med skolinspektionens stängning av Lundsbergs skola 2013 och Hellström förekom i samband med detta i flera debattartiklar och intervjuer.
Hellström har även skrivit reportage för bland annat magasinet Filter.
Hellström var 2004–2006 ordförande i Stockholms Fredsförening och 2016–2022 var hon ordförande i Svenska freds- och skiljedomsföreningen. I den senare rollen vidhöll hon, även efter Rysslands invasion av Ukraina 2022, föreningens uppfattning att Sverige inte borde skicka vapen till ett krigförande land, samt inte borde ansöka om medlemskap i Nato, utan istället arbeta för ökade sanktioner och stöd till civilsamhället. Hon blev hårt ansatt av medier för dessa uppfattningar, och gav 2023 ut boken Fredsfittan där hon beskriver de första intensiva månaderna efter invasionen ur sitt eget perspektiv.
Hon är gift med Luis Lineo, partiledare för Feministiskt initiativ. Tillsammans har de två barn.